# انعدام الحلمة
انعدام الحلمة أو غيبة الحلمات الثديية هو عيب خلقي نادر، يتضمن غياب لواحدة أو كلا الحلمتين، وتحدث هذه الحالة في جهة واحدة لدى الأطفال المُصابين بمتلازمة بولاند أو في كلا الجهتين في بعض أنواع خلل التنسج الأديمي الظاهر.